# Claude Lejeune

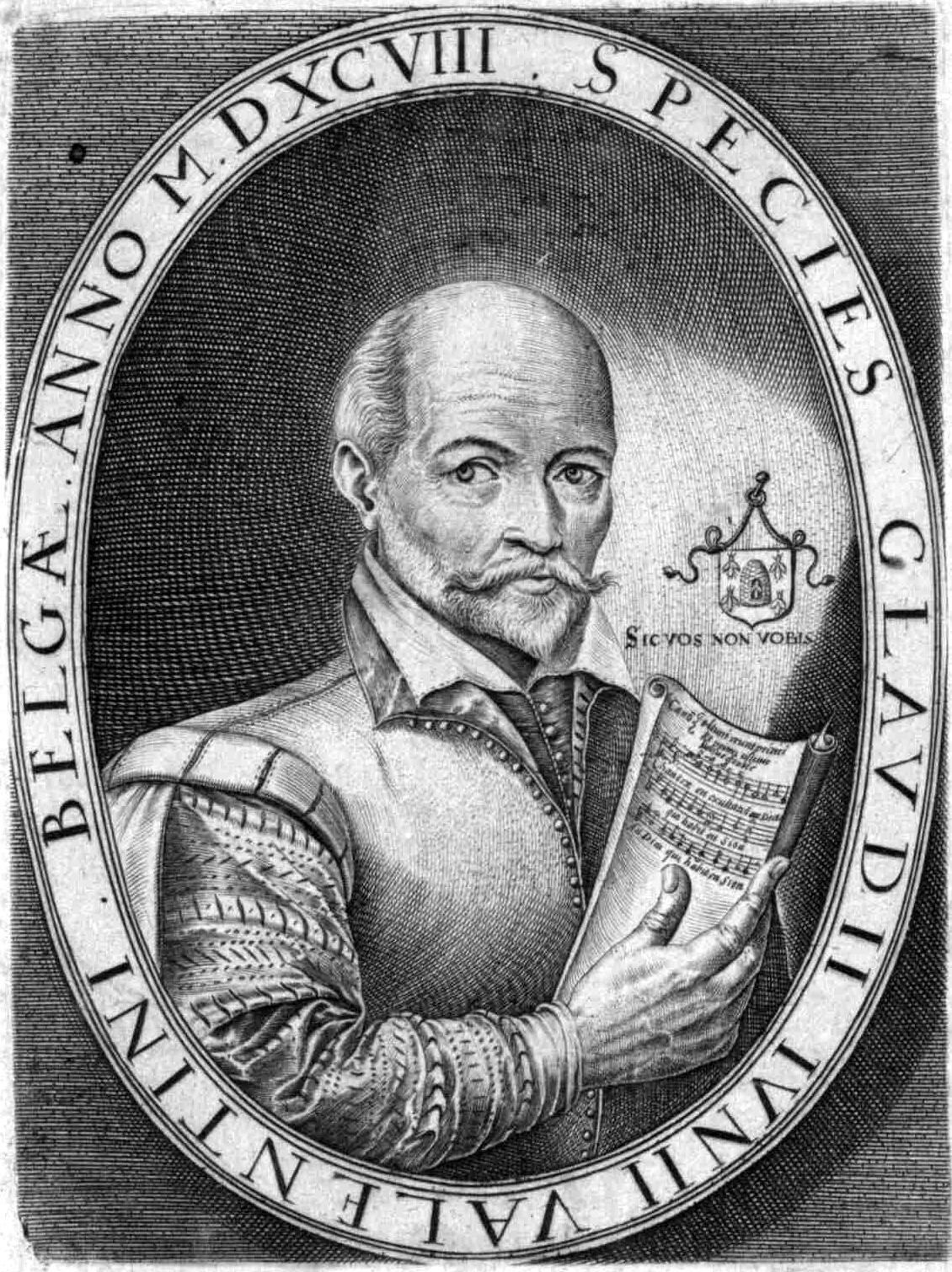
Claude Le Jeune

Claude Lejeune, ook: Claude Le Jeune (Valenciennes, circa 1530 – Parijs, eind september 1600) was een polyfonist van de Franco-Vlaamse School uit de Renaissance.

## Leven
Claude Lejeune was de laatste Franse componist die tot de hervormingsgezinde beweging van de hugenoten behoorde. Zijn productie religieuze muziek is minstens zo groot als die van Claude Goudimel, maar veel minder bekend. Hij was in dienst van verschillende hervormingsgezinde Seigneurs, aan wie hij ook zijn composities opdroeg. Hij leefde geruime tijd in Frankrijk, waar hij nauw samenwerkte met de Académie de Poésie et de Musique, opgericht door J.-A.de Baïf. In dit kader experimenteerde hij met musique mesurée à l'Antique. Zijn bekendste werk in dit genre is Le Printans. In 1590 vluchtte hij naar La Rochelle. Toen in 1598 de voormalige protestant Hendrik IV van Frankrijk koning werd, werd hij diens hofcomponist. De meeste composities van Lejeune zijn postuum uitgegeven. Claude Lejeune schreef een groot aantal koorwerken over melodieën uit het Geneefse psalter.
Zijn psalmen, vooral de vier- en vijfstemmige, waren bijzonder geliefd in de Republiek der Zeven Verenigde Nederlanden: zijn werken worden aangetroffen in verschillende inventarissen en catalogi van muziekliefhebbers, maar bovendien verschenen van zijn psalmen ook uitgaven (in 1629 en 1633 te Amsterdam en in 1665 te Schiedam), waarin de Franse teksten van het Geneefse psalter zijn vervangen door de Nederlandse vertaling ervan door Petrus Datheen.

## Werken
Selectie:
- 150 Psaumes de David à 4 voix
- Psaumes en vers mesurés, de 2 à 8 voix (Teksten van de Baïf en Agrippa d'Aubigné)
- Octonaires de l'inconstance et de la vanité du monde

- Biblioteca Nacional de España: XX1570683
- Bibliothèque nationale de France: cb13896522z (data)
- Biografisch Portaal: 11393517
- Gemeinsame Normdatei: 119024705
- International Standard Name Identifier: 0000 0001 2146 3176
- Library of Congress Control Number: n80122965
- Nationale Bibliotheek van Letland: 000067032
- MusicBrainz: f502b5e1-545f-4c23-9174-af74e7247993
- Nationale Bibliotheek van Tsjechië: jx20041217004
- Nationale Bibliotheek van Israël: 987007282691105171
- Nederlandse Thesaurus van Auteursnamen: 096164174
- Istituto Centrale per il Catalogo Unico: TO0V161419
- SNAC: w68k8bp9
- Système universitaire de documentation: 030001935
- Virtual International Authority File: 105871811
- WorldCat: E39PBJw8RXYQgHhw8wfRdxG4MP